# 4138 Kalchas
4138 Kalchas este un asteroid descoperit pe 19 septembrie 1973 de Cornelis van Houten și Tom Gehrels.